# Tórtora cucut bruna
La tórtora cucut bruna (Macropygia phasianella) és una espècie d'ocell de la família dels colúmbids (Columbidae) que habita zones boscoses d'Austràlia. És una de les tres espècies definides quan es va dividir l'espècie originaria M.amboinensis en M.amboinensis, M. doreya i M. phasianella.

## Descripció
La tórtora cucut bruna és de color marró, grossa i amb cua llarga. Els mascles adults tenen una iridescència verda i morada al cap i al coll. És comú en les selves tropicals on se sent més sovint del que es veu. S'alimenta de fruites i llavors en els arbres del bosc, però de tant en tant es veu caminant pel sòl del bosc.

## Taxonomia
La tórtora cucut bruna va ser descrita formalment el 1821 pel zoòleg holandès Coenraad Jacob Temminck a partir d'un espècimen recollit prop de Port Jackson a Nova Gal·les del Sud, Austràlia. Va encunyar el nom binomial Columba phasianella. El nom específic és un diminutiu del llatí «phasianus», que significa “faisà”. Actualment està inclòs en el gènere Macropygia, que va ser introduït pel naturalista anglès William John Swainson el 1837.
Es reconeixen tres subespècies:
- M. p. quinkan (Schodde, 1989) - Península del Cap de York.
- M. p. robinsoni (Mathews, 1912) - Queensland.
- M. p. phasianella (Temminck, 1821) - Austràlia Oriental i Sud-oriental.